# 坂之上
坂之上（さかのうえ）は、鹿児島県鹿児島市の町丁。郵便番号は891-0150。人口は17,292人、世帯数は8,145世帯（2020年4月1日現在）。坂之上一丁目から坂之上八丁目まであり、坂之上一丁目から坂之上八丁目までの全域で住居表示を実施している。

## 地理
鹿児島市の南部、和田川中流域に位置している。町域の北方には慈眼寺町、和田、南栄、南方から西方にかけては下福元町、西方には錦江台、東方には光山にそれぞれ接している。町域の多くが台地上にあり、その台地上に広がる住宅地から構成されている。
町域の中央を南北に国道225号が通りそれに沿って指宿枕崎線が通る。町域内には坂之上駅が所在する。また、坂之上交差点で国道225号から鹿児島県道20号鹿児島加世田線が錦江台方向に通っている。
西部には学校法人津曲学園が運営する鹿児島国際大学及び鹿児島国際大学大学院が所在している。

## 歴史
2008年（平成20年）2月25日に坂之上地区において住居表示が実施されることとなったのに伴い、下福元町及び和田町の各一部より分割され、坂之上一丁目から坂之上八丁目までが新設された。丁目別の詳細としては下福元町及び和田町の各一部より「坂之上一丁目」、下福元町の一部より「坂之上二丁目」、「坂之上三丁目」、「坂之上四丁目」、「坂之上五丁目」、「坂之上六丁目」、「坂之上七丁目」、「坂之上八丁目」がそれぞれ設置された。

### 町域の変遷
| 実施後               | 実施年             | 実施前           |
| -------------------- | ------------------ | ---------------- |
| 坂之上一丁目（新設） | 2008年（平成20年） | 下福元町（一部） |
| 坂之上一丁目（新設） | 2008年（平成20年） | 和田町（一部）   |
| 坂之上二丁目（新設） | 2008年（平成20年） | 下福元町（一部） |
| 坂之上三丁目（新設） | 2008年（平成20年） | 下福元町（一部） |
| 坂之上四丁目（新設） | 2008年（平成20年） | 下福元町（一部） |
| 坂之上五丁目（新設） | 2008年（平成20年） | 下福元町（一部） |
| 坂之上六丁目（新設） | 2008年（平成20年） | 下福元町（一部） |
| 坂之上七丁目（新設） | 2008年（平成20年） | 下福元町（一部） |
| 坂之上八丁目（新設） | 2008年（平成20年） | 下福元町（一部） |

## 人口

### 丁目別
|              | 世帯数 | 人口  |
| ------------ | ------ | ----- |
| 坂之上一丁目 | 1,205  | 2,766 |
| 坂之上二丁目 | 858    | 1,932 |
| 坂之上三丁目 | 870    | 1,901 |
| 坂之上四丁目 | 1,092  | 2,203 |
| 坂之上五丁目 | 497    | 1,045 |
| 坂之上六丁目 | 1,211  | 2,329 |
| 坂之上七丁目 | 1,725  | 3,683 |
| 坂之上八丁目 | 687    | 1,433 |

### 国勢調査
以下の表は国勢調査小地域集計の人口推移である。
| 年                 | 人口   |
| ------------------ | ------ |
| 2010年（平成22年） | 17,937 |
| 2015年（平成27年） | 17,419 |

## 施設

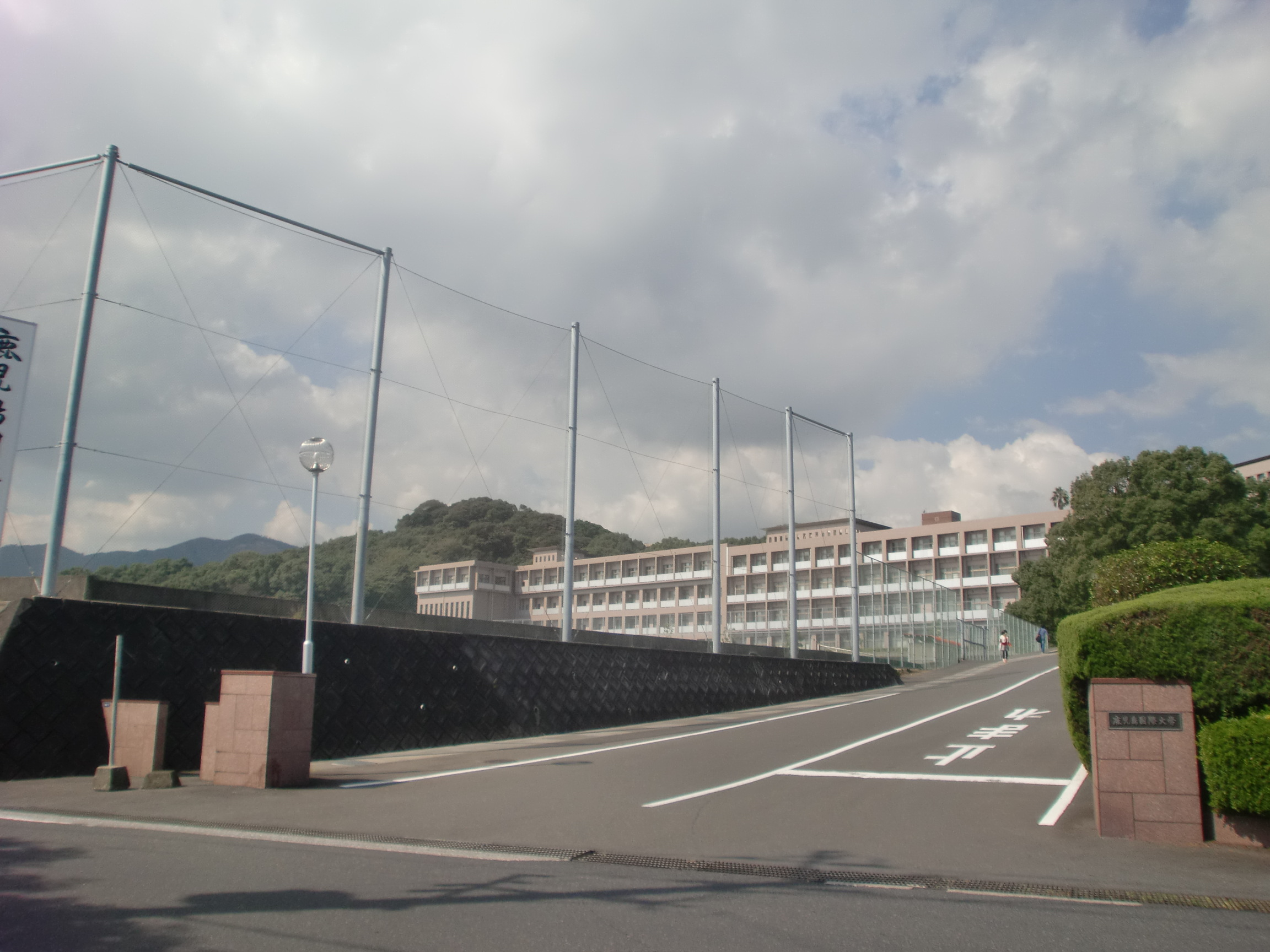
鹿児島国際大学

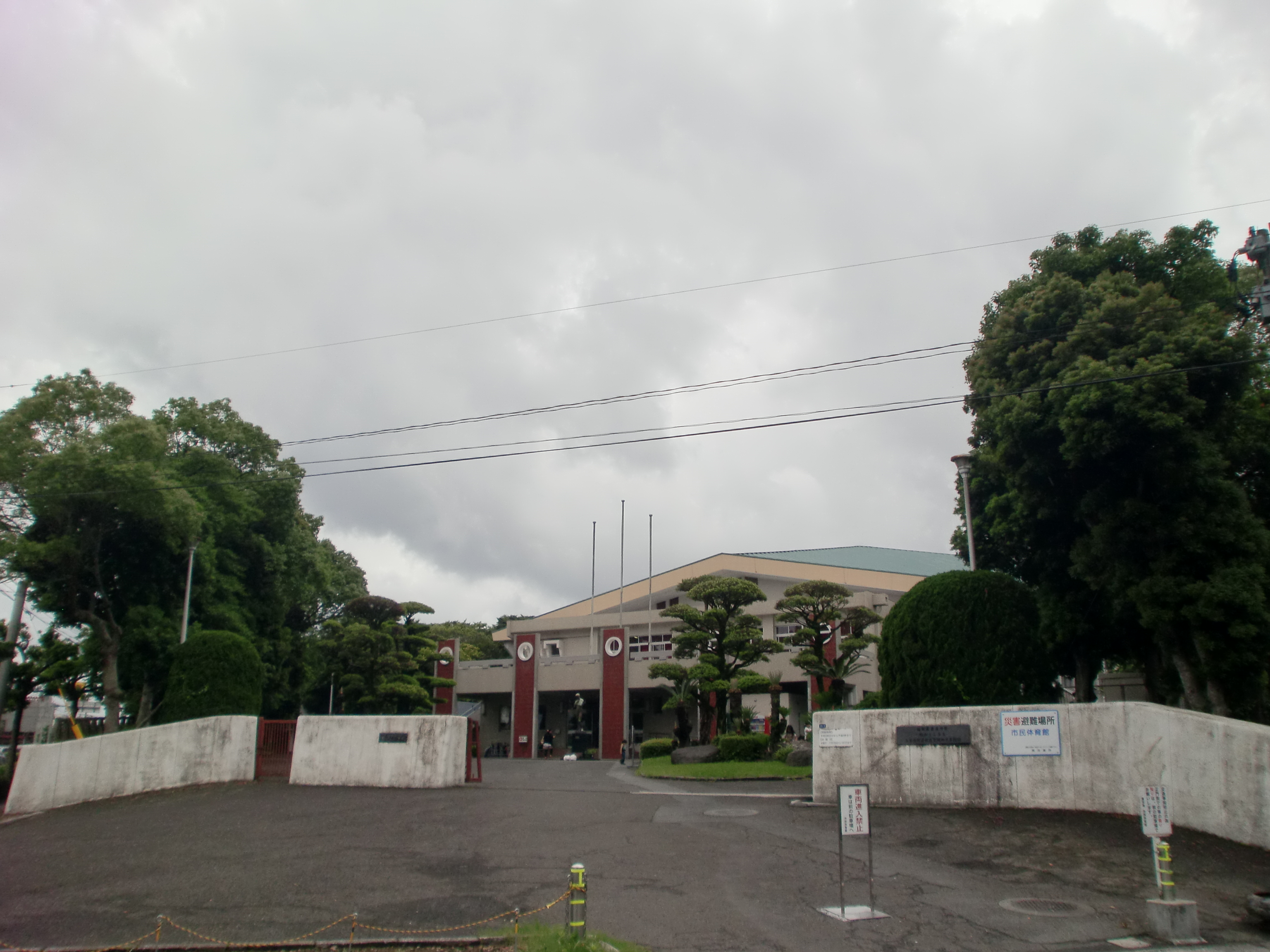
鹿児島市民体育館

### 公共
- 鹿児島市民体育館[14]
- 坂之上交番[15]
- 坂之上福祉館[16]

### 教育
- 鹿児島国際大学[17]
- 鹿児島国際大学大学院[17]
- 坂之上保育園[18]

### 郵便局
- 鹿児島下福元郵便局[19]
- 坂之上郵便局[20]
- 向原簡易郵便局[21]

### 寺社
- 照蓮寺

## 小・中学校の学区
市立小・中学校に通う場合、学区（校区）は以下の通りとなる。
| 町丁         | 番・番地                 | 小学校                 | 中学校               |
| ------------ | ------------------------ | ---------------------- | -------------------- |
| 坂之上一丁目 | 全域                     | 鹿児島市立和田小学校   | 鹿児島市立和田中学校 |
| 坂之上二丁目 | 1-7、11-12、14、34       | 鹿児島市立和田小学校   | 鹿児島市立和田中学校 |
| 坂之上二丁目 | 8-10、13、 15-33、34、35 | 鹿児島市立錦江台小学校 | 鹿児島市立和田中学校 |
| 坂之上三丁目 | 全域                     | 鹿児島市立錦江台小学校 | 鹿児島市立和田中学校 |
| 坂之上四丁目 | 1-3                      | 鹿児島市立和田小学校   | 鹿児島市立和田中学校 |
| 坂之上四丁目 | 4-26                     | 鹿児島市立錦江台小学校 | 鹿児島市立和田中学校 |
| 坂之上五丁目 | 1-22                     | 鹿児島市立和田小学校   | 鹿児島市立和田中学校 |
| 坂之上五丁目 | 23                       | 鹿児島市立福平小学校   | 鹿児島市立福平中学校 |
| 坂之上六丁目 | 1-14                     | 鹿児島市立福平小学校   | 鹿児島市立福平中学校 |
| 坂之上六丁目 | 15-32                    | 鹿児島市立錦江台小学校 | 鹿児島市立和田中学校 |
| 坂之上七丁目 | 全域                     | 鹿児島市立福平小学校   | 鹿児島市立福平中学校 |
| 坂之上八丁目 | 35、36-38                | 鹿児島市立福平小学校   | 鹿児島市立福平中学校 |
| 坂之上八丁目 | 1-34、35                 | 鹿児島市立錦江台小学校 | 鹿児島市立和田中学校 |

## 交通

### 道路
一般国道
- 国道225号

主要地方道
- 鹿児島県道19号鹿児島川辺線

### 鉄道
九州旅客鉄道指宿枕崎線
- 坂之上駅

### 路線バス
鹿児島交通
- 坂之上バス停